# Самбхаджі Ангрія
Самбхаджі Ангрія (маратхі सम्भाजी आंग्र, д/н —1748) — політичний та військовий діяч маратхів, саркхел (адмірал) в 1729—1748 роках.

## Життєпис
Син саркхела Канходжі Ангрія від дружини Матура Баї. Разом з батьком брав участь у морських походах проти європейських флотилій. 1729 року після смерті Канходжі розділив із старшим братом Секходжі володіння, отримавши землі Ратнагірі. Своєю резиденцією обрав фортецю Суварнадург.
1733 року після смерті брата успадкував титул саркхела. Втім залишився в Суварнадурзі, призначивши військовим намісником Колаби зведеного брата Манаджі, а цивільним намісником колишніх земель Секходжі — іншого зведеного брата Єсаджі. У 1734 році Манаджі проти нього виступив, але мусив тікати до португальського форту Ревданда. Невдовзі Манаджі відвоював Колабу та полонив Єсаджі. При цьому уклав союз з пешвою Баджі Рао I.
У наступні роки Самбхаджі довелося воювати проти Манаджі та його союзника Шахуджі, магараджі Сатари. В результаті втратив частину володінь, відмовившись на деякий час від активної зовнішньої політики. 
Він зосередився на відродженні нападів на торгівельні судна португальців та британців, посиливши активність з 1736 року.
1738 року поновивши потугу, спробував відвоювати Колабу в Манаджі. Проте через підтримку останнього британцями та пешвою мусив відступити до власних володінь. Його переслідував англійський лот до фортеці Раджпурі. Втім його піратські дії з інших фортів задавало шкоди суднам Британської Ост-Індської компанії. Її Самбхаджі запропонував укласти мир та припинення піратства в обмін на щорічну платню в 200 тис. рупій.
1740 року в союзі зі зведеним братом Туладжі виступив проти Манаджі, захопивши фортеці Алібаг, Тал і Сагаргад. За цим було взято в облогу Колаба. В свою чергу Манаджі звернувся по допомогу до пешви Баладжі Баджі Рао. Той звернувся до Британської Ост-Індської компанії відправити флотилію з Бомбею, а сам виступив суходолом. В результаті Самбхаджі і Туладжі в битві біля Колаби зазнали поразки, при цьому останній потрапив у полон. Англійські кораблі переслідували флот Самбхаджі до узбережжя Ратнагірі і змусили того отаборитися в Сувандурзі.
Невдовзі Самбхаджі уклав мирний договір з Манаджі, оскільки останній побоювався намірів пешви захопити Колабу та решту володінь. В цей час помирає Баладжі Баджі Рао, що розв'язало руки Самбхаджі. Він завоював більшу частину князівства Савантваді, завдавши поразки раджи Рамачандрі Саванту I Бхонсле. Напочатку 1744 року зайняв важливий порт-фортецю Дабгол. 
Помер 1748 року. Його володіння успадкував брат Туладжі.